# ウクライナ非常事態庁ヘリ墜落事故
ウクライナ非常事態庁ヘリ墜落事故（ウクライナひじょうじたいちょうヘリついらくじこ）は、 2023年1月18日、ウクライナ国家非常事態庁の所有するヘリコプター（ユーロコプターEC225）がキーウ郊外のブロヴァリーの幼稚園に墜落した事故である。
この事故により、ウクライナ内務大臣デニス・モナスティルスキー、副大臣イェヴヘーン・イェニン、内務次官ユーリー・ルブコヴィッチを含む搭乗者10人全員と、墜落した園内にいた子どもを含め地上にいた4人が死亡した。また、11人の子どもを含む25人が負傷した。

## 事故の経緯
事故機には、ウクライナ内務大臣デニス・モナスティルスキー、副大臣イェヴヘーン・イェニン、内務次官ユーリー・ルブコヴィッチなどのウクライナ内務省高官6名、ウクライナの写真家であるミコラ・アナツキー中尉、ウクライナ国家非常事態庁所属の乗務員3人の計10名が搭乗していた。事故機はロシア軍との戦闘の前線に向かっていた 。
2023年1月18日午前8時20分、事故機はブロヴァリーの幼稚園に墜落。火災が発生したが9時28分には鎮火した。この事故で搭乗していた10名に加え園児を含む地上にいた4名も死亡した。

## 事故の原因
1月19日のキーウインディペンドによると、事故後、ウクライナ保安庁は調査を開始し、飛行安全規則違反、ヘリコプターの技術的トラブル、意図的な機体破壊行為など、墜落の原因について複数の可能性を検討した。また、ウクライナ空軍報道官ユーリー・イーナットは、墜落事故は特別国家委員会によって調査される予定であり、そのプロセスには数日ではなく少なくとも数週間かかるだろうと述べた。
キーウ州での緊急事態用に指定されたヘリコプターでハルキウ州とドニプロペトロウシク州へ向かっていた。悪天候と視界不良のため、ヘリコプターは低高度での飛行を余儀なくされた。乗務員は最後までヘリコプターの進路上の障害物（複数階建ての建物）に気付かなかった。回避行動を試みた結果、乗務員の機長は制御を失い、ヘリコプターは墜落した。
8月3日、ウクライナ国家捜査局は、国家非常事態庁職員5名を墜落事故に関する安全違反と過失で起訴したと発表した。

## 余波
事故を受けてウクライナのゼレンスキー大統領は、「大変な悲劇が起きた。内務省のチームは真の愛国者だった。子ども3人も亡くなり、その痛みはことばにできない。この暗い朝に命を奪われたすべての人々が安らかな眠りにつくことを祈る」と哀悼の意を示し、治安当局に対して事故の全容解明を指示した。
正副の内務大臣が同時に空位となったため、1月18日に国家警察長官のイゴール・クリメンコが内務副大臣に任命され、内務大臣代行として任務にあたることとなり、2023年2月7日には正式に内務大臣に任命された。